# Ratimir Pavičić
Ratimir Pavičić-Zrik, hrvatski sportaš
Rođen 14.05.1942. u Zagrebu, umro 06.07.2019. godine u Zagrebu. Uz plivanje i vaterpolo (VK Mladost) najviše uspjeha postigao je kao rukometaš (RK Polet, RK Dinamo Zagreb, RK ZAGREB).
Sin Ivke Tonković Pavičić i Stjepan Pavičić. Ivka je bila sportašica, hrvatska hazenašica. Igrala je za jugoslavensku reprezentaciju s kojom je 1934. godine osvojila zlatno odličje na SP-u u Londonu. Bila je članicom zagrebačke Concordije. Stjepan Pavičić, dipl. pravnik, sportaš, igrač nogometnog kluba HŠK Concordia. Bio je i rukometni (RK Dinamo Zagreb) i košarkaški trener (KK Lokomotive koja je promijenila kasnije ime u Cibona.)
Ratko Pavičić Zrik je aktivno trenirao plivanje, vaterpolo  (s VK Mladost juniorski prvak države), no najznačajnije uspjehe postigao je kao rukometaš. Karijeru je počeo kao gimnazijalac u RK Polet iz kojeg prelazi u RK Dinamo Zagreb, klub u čijem osnivanju su sudjelovali prof. Suligoj, Mirko Novosel, jedan od igrača bio je i Ante Kostelić-Gips, a za prvog trenera je postavljen njegov tata Stjepan Pavičić. U klubu su igrali učenici V. gimnazije. U sezoni 1960/61. RK Dinamo se bori za ulazak u 1. saveznu jugoslavensku ligu, no posustaje na završnom turniru. Ubrzo većina igrača prelazi u druge zagrebačke klubove (RK Zagreb, RK Medveščak) i RK Dinamo Zagreb se gasi.
Početkom 60-ih RK Zagreb se, predvođen Stjepanom Pičom Korbarom u dva navrata i Irisom Dolencem jednom, popeo na tron bivše države tri puta u četiri godine (1962.,1963.,1965.g), a usput '62. osvojio i Kup. Postava u kojoj su bili Györi, Malić, Kocijan, Ježić, Bambir, Vičan, Pavičić, Dekaris... dominirala je ispred Partizana iz Bjelovara, Borca, Prvomajske, Medveščaka, a šestorica od njih, među kojima i Pavičić, bili su reprezentativci tadašnje Jugoslavije.
Zrik Pavičić (tada kapetan RK ZAGREB) je bio preteča Ivana Balića na rukometnim igralištima, prvi igrač koji je gurao loptu protivniku kroz noge, iza leđa i imao specijalnost šut šraubom iz skoka, što danas više skoro i ne postoji.
Sportske novosti I Slobodna Dalmacija I Dnevno.hr